# Ricardo Gil Soeiro
Ricardo Gil Soeiro (Tabuaço, 1981) é um ensaísta e poeta português.
É doutorado em Estudos de Literatura pela Faculdade de Letras da Universidade de Lisboa.  É investigador do Centro de Estudos Comparatistas da FLUL, onde leccionou Literatura Comparada, Literatura Portuguesa Contemporânea, Leituras Orientadas. Foi professor da Universidade Europeia. Tem desenvolvido a sua investigação em torno da Literatura Comparada, Teoria da Literatura, Filosofia (com especial incidência na Hermenêutica: Steiner, Heidegger, Ricoeur, Caputo), Literatura de Expressão Alemã, Estudos de Memória e Estudos Pós-Humanistas. Foi colunista da Revista Autor na secção “Cultura e Sociedade” e membro do Conselho Editorial do Caderno do Grupo de Estudos Walter Benjamin (GEWEBE). 
Com Iminência do Encontro foi galardoado com o Prémio PEN Clube Português – Primeira Obra 2010. Em 2014 foi agraciado com o Prémio de Poesia Albano Martins, com o livro A Sabedoria da Incerteza, foi finalista do prémio PEN de Ensaio 2016. Em 2017, com o livro Palimpsesto, foi finalista do Prémio Autores 2017-SPA, na categoria de Literatura – Melhor Livro de Poesia.

## Obra

### Ensaio
- Volúpia do Desastre: Notas Soltas para Cioran, Fafe, Labirinto, 2019.
- O Enigma Claro da Matéria. Uma Aproximação Pós-Humanista à Poesia de W. Szymborska, Lisboa, Abysmo, 2019.
- O Nada Virado do Avesso: Em torno de W. Szymborska, Macedo de Caveleiros, Poética Edições, 2019.
- Poéticas da Incompletude, V.N. Famalicão, Húmus, 2017.
- A Sabedoria da Incerteza. Imaginação Literária e Poética da Obrigação, V.N. Famalicão, Húmus, 2015.
- Paul Celan: Da Ética do Silêncio à Poética do Encontro, Lisboa, CFUL, 2014 (com Maria João Cantinho, Carlos João Correia e Cristina Beckert).
- The Wounds of Possibility, Newcastle, Cambridge Scholars Publishing, 2012.
- Rethinking the Humanities: Paths & Challenges, Newcastle, Cambridge Scholars Publishing, 2012 (com Sofia Tavares).
- Memória, Filologia e Esquecimento, V.N. Famalicão, Húmus, 2010 (com Sofia Tavares, et al.).
- O Pensamento tornado Dança, Lisboa, Roma Editora, 2009.
- Gramática da Esperança: Da hermenêutica da trascendência à hermenêutica radical, Lisboa, Nova Vega, 2009.
- A Alegria do Sim na Tristeza do Finito, Lisboa, Apenas Livros Editora, 2009.
- Iminência do Encontro: George Steiner e a leitura responsável, Lisboa, Roma Editora, 2009.

### Poesia
- A Rosa de Paracelso, Vialonga, Coisas de Ler, 2017.
- Palimpsesto, Porto, Deriva, 2016.
- Bartlebys Reunidos, Porto, Deriva, 2013.
- Da Vida das Marionetas, V.N. Famalicão, Húmus, 2012.
- Labor Inquieto, Matosinhos, Edium, 2011.
- Espera Vigilante, V.N. Famalicão, Edições Húmus, 2011.
- Caligraphia do Espanto, V.N. Famalicão, Húmus, 2010.
- O Alfabeto dos Astros, Matosinhos, Edium, 2010.

### Antologias
- Plenitude das Sombras - Antologia Poética, Lisboa, Apenas Livros Editora, 2011.
- L'apprendista di enigmi, Roma, Aracne Editrice, 2012.
- Da Ruína da Palavra à Magia do Nome, Porto, Seda Publicações, 2019.

### Crónica
- Constelações do Coração (seguido de Filosofia Portátil), Matosinhos, Edium, 2011.

### Traduções
- As Artes do Sentido, de George Steiner, Lisboa, Relógio D'Água, 2017.
- Confissões e Anátemas, de E.M. Cioran (2020).

“A literatura poder ser fulgor e ferida, grito insubmisso ou iluminada solidão. Mas ela será sempre lucidez e desmesura, poderosa e subtil máquina de interrogar. Poeta e ensaísta, Ricardo Gil Soeiro (1981) aproxima-se da escrita como se de um alfabeto luminoso se tratasse, plasmado numa obra em que se entrelaçam, em mútua ressonância, poesia e ensaio. No domínio do ensaio tem vários livros publicados, entre os quais Iminência do Encontro (2009, Prémio Pen Clube-Primeira Obra), Gramática da Esperança (2009) e, mais recentemente, A Sabedoria da Incerteza (2015). No domínio da poesia tem revelado um percurso singular e coerente que integra obras como Labor Inquieto (2011) ou Palimpsesto (2016), uma tetralogia que lhe ocupou os últimos anos de escrita. Assumindo-se como aprendiz de enigmas, a sua poesia fala-nos do amor e do tempo, da morte e da metamorfose. Marionetas, anjos necessários, Bartlebys: afinal, máscaras plurais em que se oculta e se revela o pendor reflexivo de um lirismo eminentemente dialógico. É a partir dessa polifonia que ergue a sua partitura inquieta, dilacerada entre a sedução do segredo e o apelo do encontro.”

— Da poesia como o grito insubmisso: Entrevista a Ricardo Gil Soeiro por Maria João Cantinho, in: "Caliban", 2016.
Tem colaborado com diversas revistas literárias e culturais: Journal of Romance Studies, Impossibilia, Desassossego, Inefável, Ellipsis, Ítaca, Lichtungen, Autor, Diversos, Sèrie.alfa.